# Ценова еластичност на търсенето
Ценовата еластичност на търсенето (т.е. еластичност на търсенето по отношение на цената, price elasticity of demand) представлява отношението между процентното изменение на количеството търсени стоки към процентното изменение на цената. Зависимостта се изразява като {\displaystyle E_{d}={\frac {\%Q_{d}}{\%P}}}.
Примери за стоки, които проявяват ценова еластичност по отношение на търсенето, са чай, кафе, захар.
Търсенето се нарича еластично, когато малки промени в цената на дадена стока или в доходите на потребителите се изразяват в големи промени на търсенето на тази стока.
Три основни фактора определят еластичността на търсенето:
- мястото на стоката сред приоритетите на потребителите,
- наличието и броят на евентуални стоки-заместители,
- времевият хоризонт.

Когато дадена стока е от първа необходимост, например хляб или лекарство, тя проявява много по-ниска еластичност на търсенето, отколкото много други стоки. Дори голямо повишение на цената на хляба няма чувствително да промени търсенето му, поради мястото, което той заема в потребителската кошница. От друга страна, ако дадена стока има достатъчно много и достатъчно качествени заместители на пазара, повишаването на цената ѝ ще доведе до спад на търсенето към нея, тъй като потребителите ѝ ще се преориентират към стоките-заместители. На трето място, сравнителният анализ показва пряка зависимост между степента на проявление на еластичността на търсенето и времевия хоризонт: колкото по-продължителен е периодът на постоянно изменяне на цената на дадена стока, толкова по-еластично става търсенето, поради ефекта на адаптация на потребителите към променящата се пазарна среда.